# Nobi Nobita
Nobi Nobita (野比 のび太 (Dã Bỉ Thái) Nobi Nobita, tên cũ tại Việt Nam là Nôbita) là một trong năm nhân vật chính trong bộ truyện nổi tiếng Doraemon của tác giả Fujiko Fujio và là trung tâm của câu truyện. Cậu bé là con một của ông Nobi Nobisuke và bà Nobi Tamako, sống ở khu phố Susukigahara, phường Kutsukimi, quận Nerima, Tokyo.

## Lồng tiếng
- Tiếng Nhật: Yoshiko Ōta (1973), Noriko Ohara (1979~Tháng 3, 2005), Hiroko Maruyama (thay thế Ohara), Megumi Ōhara (tháng 4 năm 2005~)
  - Thời thiếu niên: Makiko Ōmoto (2000), Mai Kadowaki (2005)
  - Lúc trưởng thành: Kōzō Shioya (1984), Shingo Hiromori (1987~1990), Noriko Ohara (2000~2004), Tōru Ōkawa (2005), Hideyuki Hori (2006)
- Tiếng Việt: Nguyễn Anh Tuấn (9 tháng 1 năm 2010-19 tháng 2 năm 2015), Đặng Hoàng Khuyết (Từ 1 tháng 6 năm 2015-nay)
- Tiếng Anh: Johnny Yong Bosch

## Thông tin

### Tiểu sử
Nobi Nobita sinh ngày 7 tháng 8, là con một trong một gia đình với bố làm nhân viên văn phòng, mẹ làm nội trợ. Từ nhỏ Nobita đã là một cậu bé nghịch ngợm và hay bị trêu chọc. Nobita sống cùng bố mẹ và bà nội tại một ngôi nhà tầm trung tại Tokyo. Bà Nobita mất khi cậu còn chưa lên lớp 1, đây là nỗi buồn lớn nhất của Nobita vì bà cậu là một trong những người giúp cậu trưởng thành và lớn lên như bây giờ, một trong những tập phim hay nhất về bà Nobita đó là "Kỉ niệm về bà", bộ phim lẻ sản xuất năm 2000. Nobita trong anime đang học lớp 5 cùng những người bạn thân như Shizuka, Jaian, Suneo và Dekisugi tại một ngôi trường Tiểu học gần nhà.

### Tính cách
Nobita là một người hiền lành cậu ấy chưa bao giờ ngại gian khó để cứu một người,đối với Nobita việc cứu những người xung quanh là việc nên làm, tốt bụng nhưng lại rất hậu đậu và lười học. Nobita rất hay ghen tị và mít ướt rất nhiều, mỗi khi Suneo có đồ chơi mới, Shizuka quá thân thiết với Dekisugi, Nobita đều rất ghen tị và đều phải chạy thật nhanh về nhà và cầu xin Doraemon cho mượn bảo bối bằng được hoặc không sẽ cố tỏ vẻ thương xót để lấy lòng. Vì quá nhút nhát và yếu ớt nên Nobita là một "mục tiêu" để Jaian và Suneo trêu trọc và ăn hiếp. Nobita sợ rất nhiều thứ như Jaian, mẹ, thầy giáo, nhện, ma, học,... và rất rất nhiều. Nobita cũng rất lười học và thường xuyên bị mẹ và thầy giáo la vì bị điểm 0 hoặc ngủ gật hay quên làm bài tập ở lớp và cả những lần ngủ mà không biết trời đất là gì đến mức bị đi trễ và phạt ra hành lang đứng.Nhưng Nobita lại rất tốt bụng và không ngại đau đớn để giúp đỡ người khác.
Nobita có những kỷ lục rất "đặc biệt" như người ngủ nhanh nhất thế giới (0,93 giây), cứ một tuần thì bị ăn 9 bài kiểm tra điểm 0 hay không thể ngồi học được quá 1 tiếng. Nobita rất thích đọc truyện và xem TV, ngoài ra còn chơi dây rất giỏi minh chứng là trong một tập, Nobita đã nhờ Doraemon dùng "Tủ điện thoại theo yêu cầu" để biến chơi dây thành môn thi đấu phổ biến nhất thế giới và cậu đã trở thành một thiên tài và suýt nữa có thể trở thành một tay chơi đan dây chuyên nghiệp. Hoặc ngủ ngày cũng như vậy, Nobita chỉ cần 0,93 giây để có thể ngủ được và không lúc nào là không thể ngủ. Nhờ gen di truyền từ tổ tiên khi là một thợ săn bắn thú, Nobita cũng rất giỏi bắn súng và luôn giành chiến thắng trong những cuộc đấu 1 đấu 1.

## Ảnh hưởng
Tên của các bộ phim dài Doraemon tại Nhật Bản thường được bắt đầu với tên Nobita. Nobita cũng được coi là một người bạn chủ chốt nhưng xuất hiện không thường xuyên trong Đội quân Doraemon, một câu chuyện lấy cảm hứng từ truyện gốc Doraemon. Một vài đặc điểm của Đội quân Doraemon giống với Nobita, chẳng hạn như ham ngủ (nhược điểm của El Matadora); giỏi đấu súng (kỹ năng của Dora the Kid), không biết bơi (Dora Med Đệ tam). Trong truyện Đội quân Doraemon, cậu trông có vẻ ngố về mặt bên ngoài cũng như là bên trong hơn cả Doraemon gốc. Trong truyện Bảy bí ẩn của trường đào tạo rôbốt, cậu còn đến dự lễ tốt nghiệp của Dorami.
Theo kết quả thăm dò từ Oricon, những người hâm mộ hoạt hình Nhật Bản với câu hỏi Bạn muốn trở thành nhân vật anime nào nhất?, theo đó nhân vật Nobita đứng thứ tư sau Doraemon, Son Goku (Bảy viên ngọc rồng) và Monkey D. Luffy (One Piece). Nobita cũng là tên một album và một bài hát của Cổ Cự Cơ.